# Goran Dukić (nogometaš)
Goran Dukić (Tomislavgrad, 17. svibnja 1965. – 17. travnja 2016.), bivši bosanskohercegovački nogometni vratar i trener.

## Karijera
Igračku karijeru započeo je u Tomislavu. Uz Tomislav, branio je za mostarski Velež, Imotski, Posušje, Široki Brijeg i Mladost Proložac.
Nakon igračke karijere bavio se trenerskim poslom i kao samostalni trener i kao trener vratara. Radio je u Širokom Brijegu, Posušju i matičnom Tomislavu. U Tomislavu je radio i kao trener mlađih uzrasta.
Bio je član reprezentacije Herceg-Bosne na prijateljskoj utakmici s Paragvajom u Asunciónu 1996. godine.